# Qian Jiajun
Qian Jiajun (xinès simplificat: 钱家骏, pinyin: Qián Jiājùn; Wujiang, Suzhou, 26 de novembre de 1916 - Shanghai, 15 d'agost de 2011) fou un animador i director de cinema xinés, que desenvolupà la major part de la seua carrera a l'estudi de cinema d'animació de Shanghai.
El 1935 es gradua a la Facultat de Belles Arts de Suzhou. El 1940, en el context de la Segona Guerra Sinojaponesa, Qian Jiajun treballa a  Chongqing en un curtmetratge d'animació, Nongjia le, que adaptava una cançó popular antijaponesa a una pel·lícula sonora en blanc i negre. Es va destacar que Nongjia le, juntament amb Man Jiang Hong, produït pels germans Wan, i que mostrava l'heroi nacional Yue Fei, van ser dos produccions que tingueren un cert paper en la promoció del patriotisme i la resistència antijaponesa.
Tornaria a l'Acadèmia de Belles Arts de Suzhou, que posteriorment es va fusionar amb l'Escola de Cinema de l'Oficina Central de Cinema Cultural de Beijing, moment en què esdevé el director del departament d'animació. El 1953, va ser traslladat al departament d'art de Shanghai Film Studio, el futur Estudi de Cinema d'Animació de Shanghai, com a director i tècnic en cap adjunt.
Allà estigué en primera línia amb moltes de les innovacions que es desenvoluparien. Juntament amb Li Kuero dirigeix Wuya Wei Shenme Shi Heide, primera pel·lícula d'animació a color de la República Popular de la Xina. Participaria, i tindria un paper important, en la creació de l'animació amb tinta xinesa, on també hi participarien A Da i Duan Xiaoxuan. També fou el director tècnic de la primera pel·lícula que faria ús de la tècnica, Xiao Kedou zhao Mama.